# Coatecas Altas
Coatecas Altas es una población del estado mexicano de Oaxaca, localizado en los Valles Centrales de Oaxaca y en el Distrito de Ejutla, es cabecera del mismo nombre.

## Historia
No existen datos exactos de la fundación del poblado que hoy es Coatecas Altas, sin embargo existen sus cercanías dos centros arqueológicos que datan la población de la zona, uno de ellos el Cerro Cacalote y el segundo el denominado Quie Louziie o Piedra Ojo de Rayo que hasta la actualidad constituye un importante centro ceremonial en la región. La tradición oral de la localidad señala que la población recibió su nombre debido a layenda de que el manantial Cabeza de río, localizado en las alturas que dominan la población y del que surge el arroyo Yegoré que cruza el pueblo, y que era custodiado por una serpiente de cuatro cabezas, ésta cuando surgía algún problema de armonía entre los habitantes y desobediencia a la veneración que se le tenía que rendir, provocaba la inundación del pueblo al hacer surgir mayor cantidad de agua del manantial, por lo que tuvieron que construir protecciones contra las inundaciones; cuando los aztecas conquistaron la zona la denominaron Coatecatl que se puede traducir como Serpiente Dueña del Agua en recuerdo a esta leyenda; este término con el tiempo se transformó en Coatecas y recibió el apelativo de Altas por su situación geográfica, durante mucho tiempo la población fue denominada San Juan Coatecas Altas hasta que a inicios del siglo XX quedó definitivamente simplificado a Coatecas Altas.

## Localización y demografía
Coatecas Altas se encuentra ubicada en las coordenadas geográficas 16°32′09″N 96°40′29″O / 16.53583, -96.67472 y a una altitud de 1 561 metros sobre el nivel del mar y está situada en un extremo del Valle de Ejutla al pie de algunas elevaciones; su única vía de comunicación es una camino de terracería que la une con la ciudad de Ejutla de Crespo, cabecera del distrito y que se sitúa a unos diez kilómetros al noroeste.
De acuerdo al Censo de Población y Vivienda de 2010 realizado por el Instituto Nacional de Estadística y Geografía, la población de Coatecas Altas asciende a un total de 2 851 habitantes, de los cuales 1 316 son hombres y 1 535 son mujeres.